# Sarfannguit
Sarfannguit (oude spelling: Sarfannguaq of Sarfánguaq) is een dorp in de gemeente Qeqqata in het westen van Groenland. Het dorpje heeft 126 inwoners (2010) en is gelegen op het gelijknamige eiland.